# Album (álbum de Joan Jett)
Album es el tercer álbum de estudio de Joan Jett y el segundo con su grupo de apoyo The Blackhearts. El álbum fue publicado en 1983 y fue remasterealizado en 1992 con 6 bonus tracks.

## Lista de canciones
Todas las canciones por Joan Jett y Kenny Laguna excepto donde se especifica
1. "Fake Friends" – 3:23
2. "Handyman" – 3:23
3. "Everyday People" (Sylvester Stewart) – 2:40
4. "A Hundred Feet Away" (Jett, Laguna, Peter Anders) – 2:33
5. "Secret Love" – 4:03
6. "Star Star" (Mick Jagger, Keith Richards) – 4:00
7. "The French Song" (Jett, Laguna, Ricky Byrd, M. Winter Jr.) – 3:35
8. "Tossin' & Turnin'" (Ritchie Adams, M. Rene) – 2:25
9. "Why Can't We Be Happy" – 3:53
10. "I Love Playing With Fire" (Jett) – 3:03
11. "Coney Island Whitefish" – 3:35
12. "Had Enough" (Jett, Laguna, Ricky Byrd) – 2:26

## Pistas adicionales 1992
- 13."Nitetime" – 4:52
- 14."Everyday People (Dance Mix)" (Sylvester Stewart) – 4:19
- 15."Wait For Me" (Jett) – 5:14
- 16."Who Can You Trust" (Jett, Laguna, Stephen Lunt) – 2:51
- 17."Scratch My Back" (Jett, Laguna, Stephen Lunt) – 4:13
- 18."Locked Groove" – 6:17

## Personal
The Blackhearts:
- Gary Ryan
- Ricky Byrd
- Lee Crystal
- Joan Jett

- Datos: Q1411632